# Kurarua nigrescens
Kurarua nigrescens là một loài bọ cánh cứng trong họ Cerambycidae.